# Pema Tseden
Pema Tseden (tibétain : པད་མ་ཚེ་བརྟན།, Wylie : pad ma tshe brtan) ou Wanma Caidan (chinois simplifié : 万玛才旦 ; chinois traditionnel : 萬瑪才旦 ; pinyin : Wàn mǎ cái dàn), est un écrivain, réalisateur, scénariste et producteur tibétain de nationalité chinoise, né le 3 décembre 1969 à Thrika dans le Qinghai (ancienne province tibétaine de l'Amdo) en Chine et mort le 8 mai 2023,.
Son arrestation et sa détention en juin 2016 pour des allégations de trouble à l'ordre public ont déclenché de vives réactions concernant l'usage excessif de la force par les forces de l'ordre sur les ressortissants issus des minorités ethniques en Chine.

## Biographie

### Enfance
Pema Tseden est né en décembre 1969 dans une famille de nomades à Thrika, un village du xian de Guide, préfecture autonome tibétaine de Hainan,,,,,,,,, dans la province du Qinghai (l'ancienne province tibétaine de l'Amdo), à l'époque de la révolution culturelle. Son grand-père lui apprend ses premiers mots de tibétain.
Pour la tibétologue Françoise Robin, les seuls films vus dans son enfance étaient des films de propagande nord-coréens ou albanais. « Il y avait des projections de temps en temps à Dzona », son village natal, déclare Pema Tseden. Il adorait cela. Il a vu, par exemple, Les Temps modernes de Chaplin.

### Études et débuts professionnels
Il est diplômé de l’Institut du Nord-Ouest pour les nationalités (en), à Lanzhou (Gansu), où il a fait des études bilingues tibétain-chinois, se spécialisant en littérature tibétaine et traduction.
Il a été instituteur dans une école primaire, et traducteur tibétain-chinois. À partir de 1991, il a publié des articles sur la littérature et l’art tibétain dans diverses revues.

### Famille
En 1994, Pema Tseden a épousé Youdon Tso, une Tibétaine docteur en médecine tibétaine traditionnelle. Leur fils Jigme Trinle, devenu cinéaste, est né en 1997.

### Arrestation, détention et hospitalisation (2016)
Le 25 juin 2016, Pema Tseden est arrêté à l'aéroport de Xining (Qinghai), en raison « d'un incident mineur avec la police locale sur une affaire de bagages ». Deux jours après son arrestation, il est hospitalisé le 27 juin, souffrant de nombreuses blessures aux mains et aux poignets, hypertension, douleurs dans la poitrine et au cœur, ainsi qu'une insensibilité dans plusieurs doigts.
Le 29 juin, la guilde des réalisateurs de cinéma de Chine publie une lettre ouverte exprimant son inquiétude au sujet de l'arrestation de Pema et la dégradation de son état de santé durant sa détention. La guilde appelle les autorités à dévoiler les détails de son arrestation et à déterminer si le recours à la force durant son arrestation n'a pas été excessif.
La nouvelle de l'arrestation de Pema Tseden a été l'objet d'un large écho sur les réseaux sociaux chinois,, dans les médias internationaux,,,,, parmi les groupements de défenses des droits humains et la communauté tibétaine en exil,,,,,, ainsi que dans les milieux académiques, artistiques et cinématographiques,,,.
Pour Francoise Robin, professeur d'études tibétaines à l'Institut national des langues et civilisations orientales, les mauvais traitements présumés à l'encontre de Pema Tseden reflètent la façon dont les Tibétains sont traités par les autorités chinoises et démontrent que la Chine n'est pas un état de droit.
Des médias chinois et des milieux proches des exilés tibétains affirment que Pema Tseden a été soumis durant sa détention à la méthode d'interrogation de la chaise du Tigre,,, un dispositif de torture. Son arrestation arbitraire et l'usage excessif de la force seraient symptomatiques de l'oppression et la discrimination quotidienne subie par les Tibétains sous le joug chinois,. Sa détention a mis en lumière le profilage ethnique et les difficultés énormes auxquelles font face les Tibétains et autres minorités ethniques lors de l'exercice de leur liberté de mouvement et de voyager.
Hao Jian, professeur à l'Université de cinéma de Pékin, et qui décrit Pema Tseden comme une personnalité très courtoise n'élevant jamais la voix, pense également que la réaction excessive de la police est due au fait que Pema Tseden est Tibétain,. Pour le commentateur politique hongkongais Johnny Lau Yui-siu, la renommée internationale de Tseden, à l'instar de celle de Liu Xiaobo et Ai Weiwei, pourrait avoir contribué à ses problèmes, car plus vous êtes connu internationalement, plus vous êtes une menace pour la Chine.
Dans la soirée du 29 juin, les autorités publient un rapport de police confirmant l'arrestation de Pema Tseden le 25 juin, son hospitalisation le 27 juin et sa condamnation à 5 jours de détention pour trouble à l'ordre public,,. Selon le Bureau de le la sécurité publique, il existerait des preuves démontrant qu'il s'est comporté de manière illégale en retournant dans la zone de collecte des bagages après s'être rendu compte qu'il avait oublié un sac, qu'il s'est querellé avec les employés en service et qu'il a ignoré toutes les injonctions et tentatives d'explications faites par les services de sécurité et la police appelée en renfort, les obligeant à faire usage de la force,. La version des autorités est contradictoire avec un rapport publié plus tôt dans la journée, selon lequel Pema Tseden ne se serait pas départi de son calme et qu'il se serait heurté au mutisme des policiers dépêchés sur place pour procéder à son arrestation,.
Des proches de Pema Tseden ont demandé aux autorités de publier les vidéos de surveillance de l'incident. Encore hospitalisé le 12 juillet, Pema Tseden demande aux autorités d'enquêter pour éclaircir l'incident relatif à son arrestation et son traitement.

### Carrière littéraire
Un recueil de nouvelles intitulé Neige a été publié en janvier 2013 aux éditions Philippe Picquier, traduit par Françoise Robin et Brigitte Duzan  (ISBN 978-2-8097-0392-4). L'ouvrage comprend : Tharlo, Le Neuvième Homme, Les Dents d'Urgyän, Huit moutons, Hommes et chiens, Neige, L'Interview d'Akhu Thöpa. Une autre de ses nouvelles, intitulée Le Médecin et traduite par Françoise Robin, a été publiée en juillet 2020 aux éditions Jentayu  (ISBN 979-10-96165-19-3).

### Carrière cinématographique

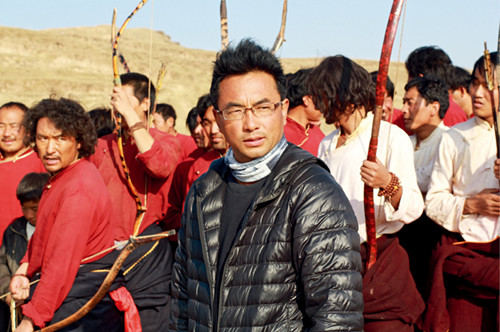
Pema Tseden vers 2019

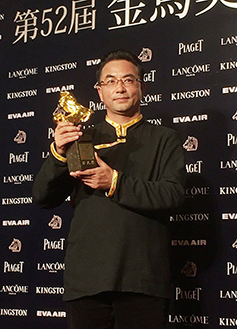
Pema Tseden lors des 52e Golden Horse Film Festival and Awards en 2015 : meilleur scénario pour Tharlo

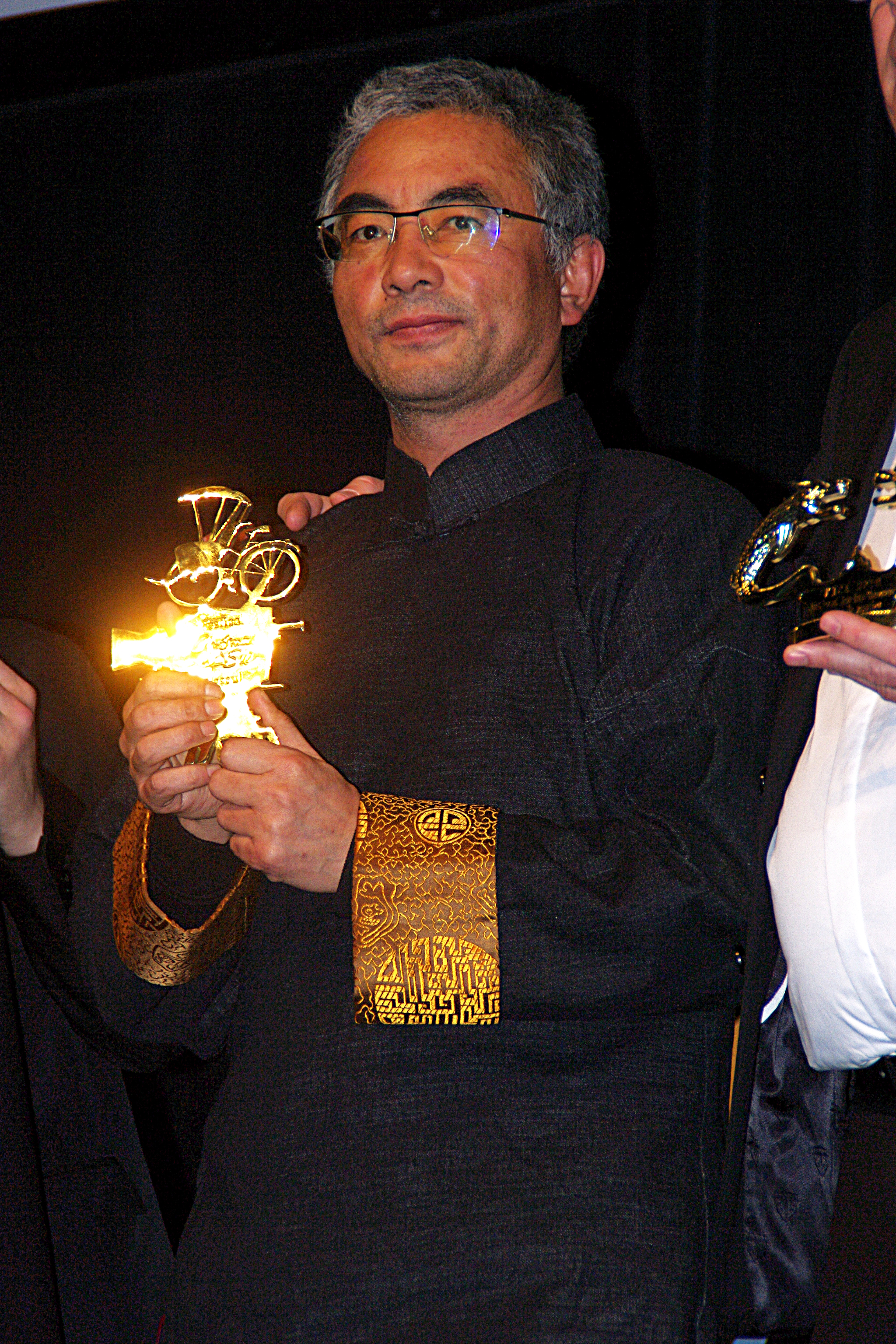
Pema Tseden, Cyclos d'or 2019.

Pema Tseden vit à Pékin et réalise ses films au Tibet. Bilingue, il a d'abord signé ses films de son nom en chinois avant d'opter pour l'emploi de son nom en tibétain. Il est membre de l'association des réalisateurs chinois, de l'association des cinéastes chinois et de l'association de la littérature cinématographique chinoise. Ses films sont un travail d’équipe d’où se distinguent deux noms : son directeur de la photographie Sonthar Gyal et son directeur du son Dukar Tserang.
Décidé à se reconvertir dans la cinématographie, Pema Tseden obtient, en 2003, une bourse d'une ONG, la Trace Foundation, pour entrer à l’Université de cinéma de Pékin et y suivre un programme de doctorat d’un an en réalisation cinématographique et littérature. À la fin de l’année, il bénéficie d'une bourse supplémentaire pour tourner son film de fin d’études, un court métrage de 22 minutes qu'il intitule « Grassland » (rTswa thang). Sorti en 2004, le film se voit couronné par de nombreux prix, tant en Chine qu’à l’étranger. C'est le début de sa carrière de réalisateur.
Son premier long métrage, du genre dramatique, The Silent Holy Stones (Le Silence des pierres sacrées) (Lhing vjags kyi ma ni rdo vbum), est tourné en 2005, dans l'Amdo, dans la langue locale, avec des acteurs non professionnels. Il obtient quatre prix, dont le Coq d'or.
Son long métrage The Search (Sur la route ou À la recherche de Drimé Kunden), produit grâce au cinéaste chinois Tian Zhuangzhuang, est présenté en première mondiale au 62e Festival international du film de Locarno en Suisse. Ce film est né de l’envie qu’avait Pema Tseden de développer sa réflexion sur les difficultés rencontrées par la culture tibétaine traditionnelle dans sa confrontation avec la modernité.
Son film Old Dog (Le Vieux chien) est couronné du Golden Digital Award au Festival international du film de Hong Kong, le 30 mars 2011.
Pour Pema Tseden, si Le Silence des pierres sacrées est perçu par les Tibétains comme un portrait fidèle du Tibet, ces derniers, n'ayant aucune culture du cinéma, trouvent que c'est sans intérêt.
Le 40e Festival international du film de La Rochelle de 2012 lui rend hommage, un festival auquel il participe.
En 2016, il est producteur exécutif du film The Summer is Gone réalisé par Zhang Dalei.
Il reçoit en 2016 le Cyclo d'or et le prix INALCO du Festival international des cinémas d'Asie de Vesoul pour son film Tharlo. Pema Tseden  indique : « Tharlo est le reflet de l’actuelle génération de Tibétains. Cette histoire montre à quel point ils sont confus et désorientés. Le film a été tourné en noir et blanc comme si la rugosité des images traduisait la situation et l’ambiance de ce vaste territoire du Tibet et l’état d’esprit de Tharlo ». En 2019, il reçoit pour la deuxième fois le Cyclo d’or pour son film Jinpa.
Il « fait aujourd’hui figure », d'après la chercheuse indépendante et traductrice Brigitte Duzan, « de premier réalisateur tibétain en Chine et précurseur de ce qui pourrait être un futur cinéma tibétain ». Le magazine canadien de cinéma Cinémascope le fait figurer, en 2012, parmi les 50 meilleurs réalisateurs de moins de 50 ans.

### Mort
Début mai 2023, Pema Tseden et son équipe sont allés travailler dans le comté de Langkazi au Tibet. Le 7 mai, plusieurs membres de l'équipe ont souffert du mal des montagnes et ont dû se rendre dans un hôpital voisin pour inhaler de l'oxygène. Pema Tseden s'est également senti mal. À 3 heures du matin le lendemain, l'état de Pema Tseden s'est aggravé et il a été envoyé à l'hôpital local, puis transféré à l'hôpital  de Lhassa à 7 heures du matin, mais tous les efforts de sauvetage ont échoué et il est décédé à l'âge de 53 ans,,.
Le 17e karmapa Orgyen Trinley Dorje qui l'avait rencontré aux États-Unis, a composé un hommage poétique en tibétain le 9 mai 2023.

## Prises de position
Pema Tseden est d’avis que le Tibet a toujours été mythifié et idolâtré par les gens qui ne sont pas originaires du Tibet, et que ceux-ci, étant obnubilés par le passé, ne comprennent pas le nouveau Tibet.
Il déclare également que la culture du Tibet est en train de disparaître sous les coups de boutoir de la modernisation. S'il ne pense pas que le cinéma puisse sauver une culture, il croit toutefois qu'il peut contribuer à sa mémoire.

## Filmographie
| Film                                                                                     | Année | Genre      | Fonction                |
| ---------------------------------------------------------------------------------------- | ----- | ---------- | ----------------------- |
| Pâturages (The Grassland) (rTswa thang)                                                  | 2004  |            | réalisateur, scénariste |
| The Last Tibetan Shamen                                                                  | 2004  |            | réalisateur, scénariste |
| Le Silence des pierres sacrées (The Silent Holy Stones) (Lhing vjags kyi ma ni rdo vbum) | 2005  | dramatique | réalisateur, scénariste |
| The Gyuto Monlam                                                                         | 2007  |            | réalisateur, scénariste |
| Snow on the Bayan Har Mountain                                                           | 2008  |            | réalisateur, scénariste |
| Samyé                                                                                    | 2008  |            | réalisateur, scénariste |
| The Guanyin Hole in the Wutai Mountain                                                   | 2008  |            | réalisateur, scénariste |
| Sur la route, ou encore À la recherche de Drimé Kunden (The Search) (‘Tshol ba)          | 2009  | road movie | réalisateur, scénariste |
| Le Vieux Chien (Old Dog (en))                                                            | 2011  |            | réalisateur, scénariste |
| The Sacred Arrow                                                                         | 2014  |            | réalisateur, scénariste |
| Tharlo                                                                                   | 2015  |            | réalisateur, scénariste |
| The Summer is Gone                                                                       | 2016  |            | producteur              |
| Jinpa                                                                                    | 2018  |            | réalisateur, scénariste |
| Balloon                                                                                  | 2019  |            | réalisateur, scénariste |
| Le Léopard des neiges                                                                    | 2023  |            | réalisateur, scénariste |

## Distinctions
| Année | Évènement                                                                | Catégorie                                    | Œuvre                          | Résultat   | Notes  |  |
| ----- | ------------------------------------------------------------------------ | -------------------------------------------- | ------------------------------ | ---------- | ------ |  |
| 2005  | Coq d'or                                                                 | Meilleur début                               | Le Silence des pierres sacrées | Lauréat    |        |  |
| 2005  | Festival international du film de Busan                                  | New Currents Award                           | Le Silence des pierres sacrées | Nomination |        |  |
| 2006  | Festival international du film de Shanghai                               | Asian New Talent Award for Best Director     | Le Silence des pierres sacrées | Lauréat    |        |  |
| 2006  | Festival du film de Changchun                                            | Best Director                                | Le Silence des pierres sacrées | Nomination |        |  |
| 2006  | Festival du film de Changchun                                            | Special Jury Award                           | Le Silence des pierres sacrées | Lauréat    |        |  |
| 2006  | Beijing College Student Film Festival (en)                               | Meilleur début                               | Le Silence des pierres sacrées | Lauréat    |        |  |
| 2007  | Chinese Film Media Award                                                 | Best New Director                            | Le Silence des pierres sacrées | Nomination |        |  |
| 2009  | Festival international du film de Shanghai                               | Golden Goblet                                | Sur la route                   | Nomination |        |  |
| 2009  | Festival international du film de Shanghai                               | Grand prix du jury                           | Sur la route                   | Lauréat    |        |  |
| 2011  | Tokyo Future International Film Festival                                 | Best Picture                                 | Old Dog (film, 2011) (en)      | Lauréat    |        |  |
| 2011  | Festival international du film de Hong Kong                              | Golden Digital Award                         | Old Dog (film, 2011) (en)      | Lauréat    |        |  |
| 2012  | Brooklyn Film Festival (en)                                              | Best Narrative Feature                       | Old Dog (film, 2011) (en)      | Lauréat    | ,      |  |
| 2014  | Festival international du film de Shanghai                               | Golden Goblet                                | The Sacred Arrow               | Nomination |        |  |
| 2015  | Festival international du film de Venise                                 | Golden Lion                                  | Tharlo                         | Nomination |        |  |
| 2015  | Golden Horse Film Festival and Awards                                    | Best Director                                | Tharlo                         | Nomination |        |  |
| 2015  | Golden Horse Film Festival and Awards                                    | Best Adapted Screenplay                      | Tharlo                         | Lauréat    |        |  |
| 2015  | Golden Horse Film Festival and Awards                                    | Best Feature Film                            | Tharlo                         | Nomination |        |  |
| 2016  | Beijing College Student Film Festival (en)                               | Artistic Exploration Award                   | Tharlo                         | Lauréat    |        |  |
| 2016  | Beijing College Student Film Festival (en)                               | Best Picture                                 | Tharlo                         | Nomination |        |  |
| 2016  | Beijing College Student Film Festival (en)                               | Best Director                                | Tharlo                         | Nomination |        |  |
| 2016  | Festival international des cinémas d'Asie de Vesoul                      | Cyclo d'or                                   | Tharlo                         | Lauréat    | [ 61 ] |  |
| 2016  | Film Festival della Lessinia (it)                                        | Meilleur réalisateur                         | Tharlo                         | Lauréat    | [ 72 ] |  |
| 2019  | Festival du film et forum international sur les droits humains de Genève | Compétition fiction. Prix du Jury des jeunes | Balloon                        | Lauréat    | .      |  |

## Accueil critique
Selon le réalisateur tibétain en exil Tenzing Sonam, Pema Tseden, pour pouvoir travailler, doit trouver un équilibre entre un gouvernement autoritaire et ses positions personnelles tout comme son modèle, Abbas Kiarostami, un cinéaste iranien,.
Pour Martine Bulard du Monde diplomatique, Pema Tseden, en guise de résistance, a choisi de faire connaître « l’identité tibétaine, loin des oripeaux folkloriques dont les dirigeants chinois autant que les Occidentaux l’ont affublée ».
Jean-Michel Frodon, critique à Slate.fr, écrit que Jinpa, un conte tibétain "associe selon une formule aussi mystérieuse qu'efficace un humour pince-sans-rire à un sens de l'épopée, il retrouve le souffle du western et la tension du thriller en accompagnant la trajectoire de ce Jinpa aux deux visages". Le même critique écrit à propos de Balloon que "L'humour, la tendresse, la cruauté et la beauté se sont penchées comme autant de fées puissantes mais ambiguës sur ce récit aussi tonique que complexe."
François Forestier, critique de cinéma pour L’Obs, qualifie Pema Tseden (« ancien instituteur torturé par les policiers chinois ») de « cinéaste des road-movies » et indique que son film Jinpa, un conte tibétain « est beau à regarder, mais il exprime, en filigrane, la possibilité du karma et d’une réalité poétique qui nous échappe ».